# Мельник Станіслав Анатолійович
Станісла́в Анато́лійович Ме́льник (11 липня 1961, Березівка, Маньківський район Черкаська область — 9 березня 2015, Українка, Обухівський район, Київська область, Україна) — український політик та бізнесмен, член Партії регіонів; депутат ВР України, член фракції Партії регіонів (з листопада 2007), член Комітету з питань аграрної політики та земельних відносин (з грудня 2007).

## Біографія
Народився 11 липня 1961 у селі Березівка, Маньківський район, Черкаська область.
Освіта: Одеський технологічний інститут харчової промисловості (1978—1983), «Машини та апарати харчових виробництв», інженер-механік.
На початку 1990 років декларував свою прихильність до народно-демократичного руху в Україні. Згодом дистанціювався від цього руху.
Народний депутат України 6-го скликання з листопада 2007 від Партії регіонів, № 80 в списку. На час виборів: народний депутат України, член ПР.
Народний депутат України 5-го скликання з квітня 2006 по листопад 2007 рр. від Партії регіонів, № 84 в списку. На час виборів: генеральний директор ЗАТ «Люкс» (м. Донецьк), член ПР. член Комітету з питань аграрної політики та земельних відносин (з липня 2006), член фракції Партії регіонів (з травня 2006).
З грудня 1983 р. — слюсар-налагоджувальник, Монастирищенський завод продтоварів.
У 1984—1992 роках — майстер ремонтно-механічного цеху, старший майстер дільниці з виготовлення поліетиленових ящиків, головний механік, головний інженер, Донецького пивоб'єднання. У 1992—1995 рр. — директор, ТОВ «Фірма РДК Гелео».
З 1995 по 1999 рр. — директор ТОВ «Ория». З березня 1999 — заступник директора з виробництва.
З березня 1999 до лютого 2005 років — директор україно-американського СП «Донецький пивоварний завод» (з грудня 2001 — ЗАТ «Сармат»).
З лютого 2005 по травень 2006 рр. — генеральний директор, ЗАТ «Люкс».
Депутат Донецької міськради (2002—2006).
9 березня 2015 року покінчив життя самогубством, застрелившись з мисливського карабіна.

## Сім'я
- Дружина Мельник Лариса Олександрівна, народилася 1 лютого 1966 року у Кіровограді, старший викладач Донецького університету економіки і права[8].
- Дочка Мельник Юлія Станіславівна, народилася 3 лютого 1988 року, померла у червні 2014 року.
- Син Мельник Іван Станіславович, народився 28 грудня 1989 року.

## Відзнаки та нагороди
- Заслужений працівник промисловості України (11 липня 2011) — «за вагомий особистий внесок у розвиток вітчизняної промисловості, багаторічну сумлінну працю та високий професіоналізм»[9].